# 玻利瓦尔 (秘鲁)
玻利瓦尔（西班牙語：Bolívar），是秘魯的城鎮，位於該國西北部拉利伯塔德大區，是玻利瓦尔省的首府，處於安第斯山脈地區，該城鎮海拔高度3,129米，2005年人口1,508。